# Ringo De Palma
Ringo De Palma, pseudonimo di Luca De Benedittis (Torino, 28 dicembre 1963 – Firenze, 1º giugno 1990), è stato un batterista italiano, membro dei Mugnions, dei Litfiba e dei CCCP - Fedeli alla linea e cantante nei Los Quatros Gatos.

## Biografia
Il soprannome Ringo fu scelto per omaggiare il batterista dei Beatles, Ringo Starr. Grazie alla conoscenza del bassista Gianni Maroccolo e in particolare modo del cantante Piero Pelù, con cui aveva già collaborato all'interno dei Mugnions, De Palma entra nei Litfiba nel 1983. Con essi ha partecipato alla pubblicazione di tre album studio, tre album dal vivo più numerose tournée sia in Italia che all'Estero (tra gli altri: Francia, Germania, Paesi Bassi, Belgio, Australia). Parallelamente ai Litfiba, aveva fondato un gruppo chiamato i Los Quatro Gatos, di cui era il frontman.
Nel 1989, ufficialmente a causa di problemi fisici (la questione in realtà non è mai stata ben del tutto chiarita), lascia il gruppo insieme a Maroccolo e al tastierista Francesco Magnelli, coi quali entra nei CCCP - Fedeli alla linea; collaborando quindi con Giovanni Lindo Ferretti e Massimo Zamboni pubblica l'album Epica Etica Etnica Pathos del 1990.
Dopo qualche mese, muore a Firenze a 26 anni (ne avrebbe compiuti 27 a dicembre), per overdose da eroina. La salma è stata cremata e le ceneri sono state riposte in un piccolo loculo senza fotografia nel cimitero di Rifredi a Firenze.

## Citazioni e omaggi
(Giovanni Lindo Ferretti)
- I Litfiba gli dedicheranno la canzone Il volo, contenuta nell'album El diablo. Successivamente continuano ad omaggiarlo nei loro concerti all'inizio della canzone Amigo.

## Discografia

### Litfiba

#### Album
- 1985 - Desaparecido
- 1987 - 17 re
- 1988 - Litfiba 3

#### EP
- 1984 - Yassassin
- 1986 - Transea

#### Live
- 1984 - Live in Berlin
- 1987 - 12-5-87 (aprite i vostri occhi)
- 1989 - Pirata

### CCCP Fedeli alla linea

#### Album
- 1990 - Epica Etica Etnica Pathos